# Przełączka
Przełączka – forma ukształtowania terenu, niewybitne, poprzeczne obniżenie w przebiegu grzbietu górskiego lub grani między sąsiednimi szczytami lub turniami, mała (często w sensie "płytka", czasem również w sensie "mniejsza od sąsiedniej") przełęcz. Pojęcie używane głównie w literaturze przewodnikowej i w gwarze taternickiej.
Np. Przełączka pod Zadnim Mnichem, Przełączka nad Dolinką Buczynową.